# Laurent Stefanini
Laurent Stefanini (Neuilly-sur-Seine, 15 agosto 1960) è un diplomatico francese capo del cerimoniale della Repubblica francese, designato rappresentante permanente presso l'UNESCO.

## Biografia e carriera diplomatica
Dopo aver conseguito il diploma dell'Istituto di studi politici di Parigi (Sciences Po), nel 1983 è ammesso all'École nationale d'administration, promozione Léonard de Vinci. Ha frequentato anche l'Università di New York (NYU). Entra a far parte del corpo diplomatico nel 1985. Al ministero degli Affari Esteri francese, ha lavorato presso la Direzione degli affari giuridici (diritto marittimo e diritto del disarmo), poi al Segretariato generale. Nel 1989 è inviato a New York, come Primo segretario della missione permanente della Francia presso l'ONU. Nel 1992 torna al ministero, in qualità di vicedirettore facente funzioni del servizio ambiente presso la Direzione degli affari economici e finanziari. Nel 1993 è nominato vicedirettore effettivo.
Dal 1996 al 2001 è vicecapo del cerimoniale della Repubblica Francese. Dal 2001 al 2005 è Primo consigliere all'ambasciata di Francia presso la Santa Sede. Dal marzo 2005 all'ottobre 2006 è consigliere del ministro degli Affari Esteri per le questioni religiose. In seguito è nominato ambasciatore delegato all'ambiente. Il 3 giugno 2010 è nominato capo del cerimoniale della Repubblica, introduttore degli ambasciatori. Alla fine del 2010 si vede attribuire l'incarico ulteriore di responsabile del Segretariato generale della presidenza francese del G20 e del G8. Nel 2012 è socio corrispondente dell'Accademia delle scienze morali e politiche.

### La nomina ad ambasciatore presso la Santa Sede
Il 5 gennaio 2015 il governo francese ha proposto ufficialmente il suo nominativo al Vaticano come ambasciatore della Repubblica Francese presso la Santa Sede. La nomina sarebbe stata caldeggiata dall'arcivescovo di Parigi, cardinale André Vingt-Trois.
Tuttavia, la nomina di Laurent Stefanini ad ambasciatore della Repubblica Francese presso la Santa Sede non è stata formalizzata, giacché il Vaticano non ha mai espresso il suo gradimento, passo indispensabile in tutti i casi di nomina di un rappresentante diplomatico presso uno stato estero. Secondo voci di corridoio, il prolungato silenzio della Santa Sede sarebbe da collegare all'orientamento sessuale del diplomatico francese, cattolico praticante. Il presidente della Repubblica François Hollande non sembra essere intenzionato a proporre nomine in alternativa, almeno fino al maggio 2017, allorquando scadrà il suo mandato e quello dell'attuale Primo consigliere che, in caso di vacanza del titolare, fa le veci dell'ambasciatore. Quanto a Stefanini, il 6 aprile 2016 il consiglio dei ministri ha approvato la sua nomina a rappresentante permanente della Francia presso l'UNESCO.
Negli anni precedenti la stessa sorte ha toccato l'ambasciatrice statunitense Caroline Kennedy, Kiril K. Maritchkov e il connazionale Jean-Loup Kuhn-Delforge nominato da Nicolas Sarkozy.

## Principali onorificenze
- Ufficiale dell'ordine nazionale della Legion d'Onore (1º gennaio 2017)
- Ufficiale dell'ordine nazionale al Merito (2011)